# واکوتویوک
واکوتویوک (به اسپانیایی: Waqutuyuq) یک کوه در پرو است که در منطقه اوئانکاولیکا واقع شده‌است. واکوتویوک ۴٬۸۰۰ متر بالاتر از سطح دریا واقع شده‌است.